# ВІзі (Мен)
ВІзі (англ. Veazie) — місто (англ. town) в США, в окрузі Пенобскот штату Мен. Населення — 1814 особи (2020).

## Демографія
Згідно з переписом 2010 року, у місті мешкало 1919 осіб у 828 домогосподарствах у складі 498 родин. Було 884 помешкання
Расовий склад населення:
| - 94,0 % — білих - 1,8 % — азіатів - 1,4 % — корінних американців - 0,7 % — чорних або афроамериканців |

До двох чи більше рас належало 1,9 %. Частка іспаномовних становила 1,3 % від усіх жителів.
За віковим діапазоном населення розподілялося таким чином: 20,4 % — особи молодші 18 років, 62,9 % — особи у віці 18—64 років, 16,7 % — особи у віці 65 років та старші. Медіана віку мешканця становила 43,4 року. На 100 осіб жіночої статі у місті припадало 91,1 чоловіків;  на 100 жінок у віці від 18 років та старших — 87,7 чоловіків також старших 18 років.
Середній дохід на одне домашнє господарство  становив 76 856 доларів США (медіана — 48 438), а середній дохід на одну сім'ю — 100 257 доларів (медіана — 71 625). Медіана доходів становила 46 875 доларів для чоловіків та 36 319 доларів для жінок. За межею бідності перебувало 17,1 % осіб, у тому числі 35,2 % дітей у віці до 18 років та 6,2 % осіб у віці 65 років та старших.
Цивільне працевлаштоване населення становило 956 осіб. Основні галузі зайнятості: освіта, охорона здоров'я та соціальна допомога — 35,1 %, роздрібна торгівля — 13,4 %, науковці, спеціалісти, менеджери — 11,9 %.